# Meet The Beatles!
Meet The Beatles! je drugi studijski album skupine The Beatles, ki je izšel v ZDA. Bil  je prvi njihov album, ki je izšel pri založbi Capitol. Album je bil izdan 20. januarja 1964 v mono in stereo formatu. Album je dosegel vrh lestvice Billboard 200 15. februarja 1964 in se je tam zadržal enajst tednov, dokler ga ni zamenjal The Beatles' Second Album.
Leta 2012 je bil album Meet The Beatles! uvrščen kot 53. na seznam 500. najboljših albumov vseh časov. 

## Seznam skladb
Vse pesmi je napisal in uglasbil dvojec Lennon–McCartney, razen kjer ni posebej napisano.
| Stran 1 | Stran 1                    | Stran 1 |
| Št.     | Naslov                     | Dolžina |
| ------- | -------------------------- | ------- |
| 1.      | „I Want to Hold Your Hand‟ | 2:24    |
| 2.      | „I Saw Her Standing There‟ | 2:50    |
| 3.      | „This Boy‟                 | 2:11    |
| 4.      | „It Won't Be Long‟         | 2:11    |
| 5.      | „All I've Got to Do‟       | 2:04    |
| 6.      | „All My Loving‟            | 2:04    |

| Stran 2 | Stran 2                                 | Stran 2 |
| Št.     | Naslov                                  | Dolžina |
| ------- | --------------------------------------- | ------- |
| 1.      | „Don't Bother Me‟ (George Harrison)     | 2:28    |
| 2.      | „Little Child‟                          | 1:46    |
| 3.      | „Till There Was You‟ (Meredith Willson) | 2:12    |
| 4.      | „Hold Me Tight‟                         | 2:30    |
| 5.      | „I Wanna Be Your Man‟                   | 1:59    |
| 6.      | „Not a Second Time‟                     | 2:03    |

## Zasedba
The Beatles
- John Lennon – vokal, kitara, orglice, orgle pri »I Wanna Be Your Man«
- Paul McCartney – vokal, bas kitara, klavir pri »Little Child«
- George Harrison – vokal, solo kitara
- Ringo Starr – bobni, tolkala, vokal

Dodatni glasbeniki
- George Martin – klavir pri »Not a Second Time«